# Screen Actors Guild Awards 2020
Screen Actors Guild Awards 2020 var den 26:e upplagan av Screen Actors Guild Awards som belönade skådespelarinsatser i filmer och TV-produktioner från 2019 och sändes från Shrine Auditorium i Los Angeles, Kalifornien den 19 januari 2020 av TNT och TBS.

## Vinnare och nominerade
Nomineringarna tillkännagavs den 11 december 2019. Vinnarna listas i fetstil.

### Filmer
| Bästa manliga huvudroll - Joaquin Phoenix – Joker - Christian Bale – Le Mans '66 - Leonardo DiCaprio – Once Upon a Time in Hollywood - Adam Driver – Marriage Story - Taron Egerton – Rocketman | Bästa kvinnliga huvudroll - Renée Zellweger – Judy - Cynthia Erivo – Harriet - Scarlett Johansson – Marriage Story - Lupita Nyong'o – Us - Charlize Theron – Bombshell – När tystnaden bryts                            |
| Bästa manliga biroll - Brad Pitt – Once Upon a Time in Hollywood - Jamie Foxx – Just Mercy - Tom Hanks – A Beautiful Day in the Neighborhood - Al Pacino – The Irishman - Joe Pesci – The Irishman | Bästa kvinnliga biroll - Laura Dern – Marriage Story - Scarlett Johansson – Jojo Rabbit - Nicole Kidman – Bombshell – När tystnaden bryts - Jennifer Lopez – Hustlers - Margot Robbie – Bombshell – När tystnaden bryts |
| Bästa ensemble i en film - Parasit – Hye-jin Jang, Yeo-jeong Jo, Woo-sik Choi, Hyun-jun Jung, Ji-so Jung, Jeong-eun Lee, Sun-kyun Lee, Myeong-hoon Park, So-dam Park och Kang-ho Song - Bombshell – När tystnaden bryts – Connie Britton, Allison Janney, Nicole Kidman, John Lithgow, Kate McKinnon, Malcolm McDowell, Margot Robbie och Charlize Theron - The Irishman – Bobby Cannavale, Robert De Niro, Stephen Graham, Harvey Keitel, Al Pacino, Anna Paquin, Joe Pesci och Ray Romano - Jojo Rabbit – Alfie Allen, Roman Griffin Davis, Scarlett Johansson, Thomasin McKenzie, Stephen Merchant, Sam Rockwell, Taika Waititi och Rebel Wilson - Once Upon a Time in Hollywood – Austin Butler, Julia Butters, Bruce Dern, Leonardo DiCaprio, Dakota Fanning, Emile Hirsch, Damian Lewis, Mike Moh, Timothy Olyphant, Al Pacino, Luke Perry, Brad Pitt, Margaret Qualley och Margot Robbie | |
| Bästa stuntensemble i en film - Avengers: Endgame - The Irishman - Joker - Le Mans '66 - Once Upon a Time in Hollywood | |

### Television
| Bästa manliga skådespelare i en dramaserie - Peter Dinklage – Game of Thrones - Sterling K. Brown – This Is Us - Steve Carell – The Morning Show - Billy Crudup – The Morning Show - David Harbour – Stranger Things | Bästa kvinnliga skådespelare i en dramaserie - Jennifer Aniston – The Morning Show - Helena Bonham Carter – The Crown - Olivia Colman – The Crown - Jodie Comer – Killing Eve - Elisabeth Moss – The Handmaid's Tale                             |
| Bästa manliga skådespelare i en komediserie - Tony Shalhoub – The Marvelous Mrs. Maisel - Alan Arkin – The Kominsky Method - Michael Douglas – The Kominsky Method - Bill Hader – Barry - Andrew Scott – Fleabag | Bästa kvinnliga skådespelare i en komediserie - Phoebe Waller-Bridge – Fleabag - Christina Applegate – Dead to Me - Alex Borstein – The Marvelous Mrs. Maisel - Rachel Brosnahan – The Marvelous Mrs. Maisel - Catherine O'Hara – Schitt's Creek |
| Bästa manliga skådespelare i en TV-film eller miniserie - Sam Rockwell – Fosse/Verdon - Mahershala Ali – True Detective - Russell Crowe – The Loudest Voice - Jared Harris – Chernobyl - Jharrel Jerome – When They See Us | Bästa kvinnliga skådespelare i en TV-film eller miniserie - Michelle Williams – Fosse/Verdon - Patricia Arquette – The Act - Toni Collette – Unbelievable - Joey King – The Act - Emily Watson – Chernobyl                                       |
| Bästa ensemble i en dramaserie - The Crown – Marion Bailey, Helena Bonham Carter, Olivia Colman, Charles Dance, Erin Doherty, Ben Daniels, Charles Edwards, Tobias Menzies, Josh O'Connor, Sam Phillips, David Rintoul och Jason Watkins - Big Little Lies – Iain Armitage, Darby Camp, Chloe Coleman, Cameron Crovetti, Nicholas Crovetti, Laura Dern, Martin Donovan, Merrin Dungey, Crystal Fox, Ivy George, Nicole Kidman, Zoë Kravitz, Kathryn Newton, Jeffrey Nordling, Denis O'Hare, Adam Scott, Alexander Skarsgård, Douglas Smith, Meryl Streep, James Tupper, Robin Weigert, Reese Witherspoon och Shailene Woodley - Game of Thrones – Alfie Allen, Pilou Asbæk, Jacob Anderson, John Bradley, Gwendoline Christie, Emilia Clarke, Nikolaj Coster-Waldau, Ben Crompton, Liam Cunningham, Joe Dempsie, Natalie Dormer, Peter Dinklage, Nathalie Emmanuel, Jerome Flynn, Iain Glen, Kit Harington, Lena Headey, Isaac Hempstead-Wright, Conleth Hill, Kristofer Hivju, Rory McCann, Hannah Murray, Staz Nair, Daniel Portman, Bella Ramsey, Richard Rycroft, Sophie Turner, Rupert Vansittart och Maisie Williams - The Handmaid's Tale – Alexis Bledel, Madeline Brewer, Amanda Brugel, Ann Dowd, O.T. Fagbenle, Joseph Fiennes, Kristen Gutoskie, Nina Kiri, Ashleigh LaThrop, Elisabeth Moss, Yvonne Strahovski, Bahia Watson, Bradley Whitford och Samira Wiley - Stranger Things – Millie Bobby Brown, Cara Buono, Jake Busey, Natalia Dyer, Cary Elwes, Priah Ferguson, Brett Gelman, David Harbour, Maya Hawke, Charlie Heaton, Andrey Ivchenko, Joe Keery, Gaten Matarazzo, Caleb McLaughlin, Dacre Montgomery, Michael Park, Francesca Reale, Winona Ryder, Noah Schnapp, Sadie Sink och Finn Wolfhard | |
| Bästa ensemble i en komediserie - The Marvelous Mrs. Maisel – Caroline Aaron, Alex Borstein, Rachel Brosnahan, Marin Hinkle, Stephanie Hsu, Joel Johnstone, Jane Lynch, Leroy McClain, Kevin Pollak, Tony Shalhoub, Matilda Szydagis, Brian Tarantina och Michael Zegen - Barry – Nikita Bogolyubov, Darrell Britt-Gibson, D'Arcy Carden, Andy Carey, Anthony Carrigan, Troy Caylak, Rightor Doyle, Patricia Fa'asua, Alejandro Furth, Sarah Goldberg, Nick Gracer, Bill Hader, Kirby Howell-Baptiste, Michael Irby, John Pirruccello, Stephen Root och Henry Winkler - Fleabag – Sian Clifford, Phoebe Waller-Bridge, Olivia Colman, Brett Gelman, Bill Paterson och Andrew Scott - The Kominsky Method – Jenna Lyng Adams, Alan Arkin, Sarah Baker, Casey Thomas Brown, Michael Douglas, Lisa Edelstein, Paul Reiser, Graham Rogers, Jane Seymour, Melissa Tang och Nancy Travis - Schitt's Creek – Chris Elliott, Emily Hampshire, Dan Levy, Eugene Levy, Sarah Levy, Dustin Milligan, Annie Murphy, Catherine O'Hara, Noah Reid, Jennifer Robertson och Karen Robinson | |
| Bästa stuntensemble i en TV-serie - Game of Thrones - GLOW - Stranger Things - The Walking Dead - Watchmen | |

### Screen Actors Guild Life Achievement Award
- Robert De Niro